# Alişar Höyük
Alişar Höyük är en arkeologisk fyndplats, 80 kilometer om Hattusa i Turkiet, utgrävd 1926-32 av Oriental Institute i Chicago under ledning av Hans Henning von der Osten.
Utgrävningen visade att Alişar Höyük från 1900-talet f. Kr. varit en viktig assyrisk handelsplats och gav rika fynd från kalkolitisk tid och bronsålder från hettitisk tid. Bland annat påträffades kappadokiska kilskriftstavlor på assyriska och ett frygiskt citadell från 700-talet f. Kr.